# اتواسکلروز
اتواسکلروز (نام علمی: Otosclerosis) به معنی رشد غیرطبیعی و تدریجی استخوان در گوش میانی است. این رشد مانع عملکرد طبیعی استخوان رکابی (یکی از استخوان‌های گوش میانی) که مسئول انتقال صداست شده و از این طریق سبب کاهش شنوایی مزمن انتقالی (Chronic conductive hearing loss) می‌شود. اتواسکلروز معمولاً ابتدا از یک گوش آغاز می‌شود و در دو سوم موارد هر دو گوش را مبتلا می‌سازد.

## علایم
علایم شایع: کاهش شنوایی تدریجی و پیشرونده، وزوزگوش، شنوایی بهتر در محیط‌های شلوغ نسبت به محیط‌های ساکت است. در اودیومتری معمولاً در فرکانسهای پایین کاهش شنوایی شدیدتر است. در مراحل پیشرفته بیماری، به دنبال درگیر شدن حلزون شنوایی (Cochlea) کاهش شنوایی حسی - عصبی (SNHL) ممکن است رخ دهد.

## بیماریزایی
علت این اختلال به نظر می‌رسد ارثی (احتمالاً اتوزومال غالب) باشد. بیماری در نیم درصد جامعه تشخیص داده می‌شود البته شیوع آن بسیار بیشتر است ولی اغلب مبتلایان بدون علامت هستند. به نظر می‌رسد ما ابتدا یک مرحله رشد استخوان اسفنجی و پرعروق در کانونهای مختلف اسخوانهای گوش میانی داریم. سپس اسکلروز استخوانی داریم که موجب چسبیدن استخوان رکابی به دریچه بیضی حلزون شنوایی می‌شود.

## درمان

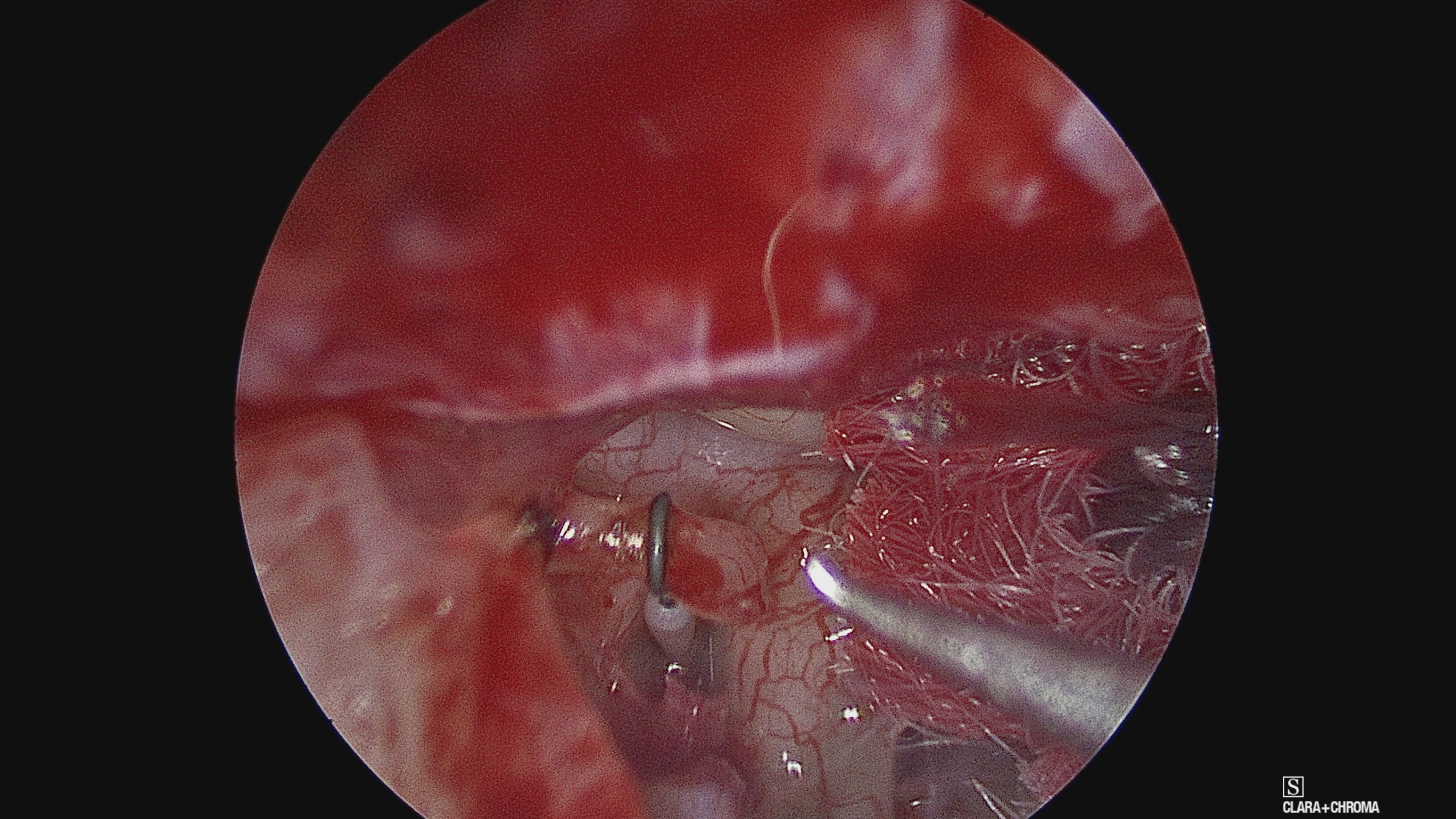
اتواسکلروز

درمان معمولاً عبارتست از جراحی برای برداشت استخوان رکابی یا ایجاد سوراخ ظریف در پایهٔ آن و جایگزین کردن آن با پروتز (stapedectomy). اغلب با این جراحی شنوایی کامل یا طور نسبی اصلاح می‌گردد. ممکن است به جای درمان جراحی از سمعک استفاده شود.
درمواردی که به علت درگیری حلزون شنوایی، کاهش شنوایی شدید حسی-عصبی ایجاد شود از کاشت حلزون (Cochlear implant) به عنوان روش درمانی می‌توان بهره برد.